# Brian D. Warner
Cet article concerne l'astronome américain. Pour l'astronome sud-africain, voir Brian Warner (astronome).
Pour les articles homonymes, voir Brian Warner et Warner.
Brian D. Warner, né en 1952 est un astronome américain.

## Biographie
Le Centre des planètes mineures le crédite de la découverte de trois astéroïdes, effectuée entre 1999 et 2000.
L'astéroïde (8734) Warner lui a été dédié,.
| (34366) Rosavestal     | 4 septembre 2000 |
| (34398) Terryschmidt   | 9 septembre 2000 |
| (70030) Margaretmiller | 7 février 1999   |